# Réseaux IP Européens
Die Réseaux IP Européens (französisch für Europäische IP-Netze, kurz RIPE) sind eine Arbeitsgemeinschaft in Amsterdam zur Koordination des Internets, die Ursprung der ersten Regional Internet Registry war.

## Geschichte
Sie entstand als Kooperation der Betreiber von Rechnernetzen mit dem Internet Protocol in Europa zwecks Schaffung eines gesamteuropäischen Netzes dieser Technik. Erster Vorsitzender war Robert Blokzijl, der an Netzen für Physiker wie sich selbst arbeitete. Aktueller Vorsitzender seit RIPE 68 vom 16. Mai 2014 ist Hans Petter Holen.
Das Gründungstreffen fand am 22. Mai 1989 statt. 14 Personen nahmen teil. Als beispielhaft wurde damals eine Netzkopplung mit 64 kBit/s vorgestellt, die von EUnet, NORDUnet, HEPnet und EARN gemeinsam genutzt wurde. Vom EARN stammte 1992 die Anschubfinanzierung für das RIPE Network Coordination Centre (RIPE NCC). Von 1990 bis 1992 waren die RIPE ein Teil der Réseaux Associés pour la Recherche Européenne (RARE), was das RIPE NCC zunächst blieb.

## Aufgaben
Die RIPE beschließen im Konsens von Arbeitsgruppen Empfehlungen an das RIPE NCC. Seit 1997 kostet die Teilnahme an Treffen der RIPE eine Gebühr. Seit 2001 dauern die Konferenzen fünf Tage. Im Mai 2009, zwanzig Jahre nach dem ersten Treffen, nahmen rund 400 Personen teil.